# Jabe Babe - A Heightened Life
Jabe Babe - A Heightened Life (Una vida de altura) es un documental australiano de 52 minutos de duración dirigido en 2005 por Janet Merewether.
Jabe Babe es una mujer de 31 años diagnosticada de síndrome de Marfan, un trastorno hereditario que afecta a varios órganos del cuerpo, incluyendo esqueleto, pulmones, ojos, corazón y vasos sanguíneos. Esto ha provocado que creciera hasta alcanzar los 1,88 metros de altura.
Desde que le dijeron que tendría una vida corta, Jabe Babe se lanzó a vivir plenamente el tiempo que le quedaba, lo que inclua trabajar como una dominatrix. La película, que mezcla ficción y realidad, sigue los esfuerzos de Jabe Babe por lograr una vida "convencional" persiguiendo una carrera en la industria funeraria.
El documental ganó el premio "Best Documentary Directing Award" en 2005 Australian Film Institute Awards, el "Best Australian Documentary" en 2005 Inside Film Awards y el "Merit Award TIDF (Taiwan International Documentary Festival)" en 2006. 
Jabe Babe murió a los 34 años, el 6 de abril de 2008, por complicaciones cardíacas asociadas a su síndrome.